# 8154 Stahl
8154 Stahl eller 1988 CQ7 är en asteroid i huvudbältet som upptäcktes den 15 februari 1988 av den belgiske astronomen Eric W. Elst vid La Silla-observatoriet. Den är uppkallad efter den tyske fysikern och kemisten Georg E. Stahl.
Asteroiden har en diameter på ungefär 3 kilometer.